# برچکو
برچکو (به لاتین: Brčko) یک شهرک در بوسنی و هرزگوین است که در Brčko District واقع شده‌است.

## خصوصیات
برچکو ۴۰۲ کیلومترمربع مساحت و ۴۳٬۰۰۷ نفر جمعیت دارد و ۹۲ متر بالاتر از سطح دریا واقع شده‌است.

## خواهرخوانده
شهر سنت لوئیس خواهرخواندهٔ برچکو هست.